# Un largo camino hacia la libertad
Un largo camino hacia la libertad (Long Walk to Freedom en inglés) es una obra autobiográfica escrita por el expresidente sudafricano Nelson Mandela y publicada en 1994 por Little Brown & Co. El libro describe su niñez, mayoría de edad, educación y 27 años en prisión. Con el régimen del apartheid Mandela era considerado como terrorista y fue encarcelado en la isla Robben por su implicación como líder del entonces ilegal Congreso Nacional Africano. Desde entonces, logró reconocimiento internacional por su lucha desde la presidencia por reconstruir la sociedad segregacionada del país. Los últimos capítulos del libro describen su ascenso político y su creencia de que la lucha continúa contra el apartheid en Sudáfrica.
Mandela añadió la siguiente dedicatoria su libro: a mis seis hijos: Madiba y Makaziwe (mi primera hija) que han muerto, y a Makgatho, Makaziwe, Zenani y Zindzi, cuyo apoyo y cariño atesoro; a mis veintiún nietos y tres bisnietos que tanto quiero; y a todos mis camaradas, amigos y compañeros sudafricanos a quienes sirvo y cuyo coraje, determinación y patriotismo continúan siendo mi fuente de inspiración".

## Resumen
Dentro de las primeras partes de la autobiografía, Mandela describe su educación durante su niñez y adolescencia en Sudáfrica y su conexión con la dinastía real Thembu. Su nombre de niño era Rolihlahla, que podría traducirse como tira de la rama de un árbol o como un eufemismo para alborotador.
Más adelante, Mandela describe su educación en un colegio Thembu llamado Clarkebury y después en la estricta escuela de Healdtown. Menciona su educación en la universidad de Fort Hare y sus prácticas de derecho más tarde.
En la segunda parte del libro, introduce aspectos políticos y sociales del apartheid en Sudáfrica y las influencias de los políticos como Daniel François Malan, quien estableció los mínimos de las libertades africanas, comenzando oficialmente con las políticas de apartheid. Mandela se unió al Congreso Nacional Africano en 1950 y describe su organización como tácticas y bases propias de una guerrilla para luchar contra el apartheid.
En 1961 Mandela fue llevado a prisión por incitación a la huelga y el abandono del país sin pasaporte, por lo que su sentencia fue de cinco años en la cárcel. Sin embargo, poco después se le sentenció a cadena perpetua por sabotaje en lo que se conoce como Juicio Rivonia por el juez Quartus de Wet, en lugar de una posible sentencia a muerte. (p. 159)
Mandela describe su tiempo en prisión en la isla Robben y en Pollsmoor. Esos 28 años quedaron marcados por la crueldad de los guardas afrikáneres, trabajos agotadores y las noches en minúsculas celdas casi inhabitables. A diferencia de su biógrafo Anthony Sampson, Mandela no acusa al guarda James Gregory de inventarse una amistad con su prisionero. El libro de Gregory Goodbye Bafana hablaba de la vida de la familia de Mandela y describía a Gregory como amigo cercano. De acuerdo con Mandela: La Biografía Autorizada, la posición de Gregory era de censor de cartas entregadas al futuro presidente y es así como descubrió los detalles de la vida personal de Mandela, de los cuales hizo dinero mediante su libro. Mandela se planteó demandarle por romper tal confianza. En Un largo camino hacia la libertad Mandela solo señala de Gregory: yo no le había conocido realmente bien, pero él sí a nosotros porque había sido el responsable de revisar el correo que recibíamos y enviábamos.
Posteriormente a su sentencia, Mandela se encontró con el presidente sudafricano Frederik Willem de Klerk y fue liberado en 1990. A diferencia del reporte de su amigo Anthony Sampson, el libro de Mandela no trata la presunta complicidad de Klerk en la violencia de los años 80 y 90 o el papel de su exmujer Winnie Mandela en tal sangría. Fue en 1994 cuando fue nombrado presidente de Sudáfrica.

## Críticas
El libro ganó el Premio Alan Paton en 1995 y se ha traducido a diversas lenguas, incluyendo una traducción al afrikáans por Antjie Krog.

## Adaptación cinematográfica
Un largo camino hacia la libertad se ha adaptado al cine con el título Mandela: Un largo camino hacia la libertad, dirigida por Justin Chadwick, escrita por William Nicholson y producida por Anant Singh. Mandela concedió personalmente los derechos de la película a la compañía de Sinh antes de 2009. Singh cree que como está basada en los propios escritos de Mandela, será la imagen definitiva de él. En febrero de 2012, el actor inglés Idris Elba confirmó que había firmado para encarnar a Mandela en la película. El preestreno tuvo lugar el 29 de noviembre de 2013 en Estados Unidos.